# Markus Rosenberg
Nils Markus Rosenberg (Malmö, Suecia, 27 de septiembre de 1982) es un exfutbolista sueco. Jugaba de delantero y fue profesional entre 2001 y 2019.

## Trayectoria

### Inicios
Markus Rosenberg comenzó su carrera jugando en el Malmö FF. En 2004 pasó cedido al Halmstads BK, donde demostró su capacidad goleadora.

### Ajax
Se incorporó al Ajax de Ámsterdam al inicio de la temporada 2005-2006 previo pago de 5 300 000 euros. El entrenador del Ajax por aquel entonces Danny Blind mostró su fe en Rosenberg poniéndole enseguida en el once titular.
Rosenberg comenzó bien, en su debut logró la clasificación para la fase de grupos de la Liga de Campeones de la UEFA frente al Brondby IF. En la Eredivisie debutó frente al RBC Roosendaal.
Durante la temporada jugó en diversos sistemas de juego: un 4-4-2 junto a Angelos Charisteas en la delantera, o un 4-3-3 jugando como delantero centro.
Con el nuevo sistema (4-3-3) en el mercado invernal el Ajax de Ámsterdam contrató a Huntelaar; por lo que Rosenberg dejó de ser delantero centro para convertirse en extremo izquierdo.
En la segunda mitad de la temporada el equipo funcionó mejor y fueron capaces de meterse en el play-off de la Eredivisie al ser 5º en la clasificación regular y logró clasificarse para la Liga de Campeones. Esa misma temporada también ganó la Copa de los Países Bajos.
Rosenberg fue llamado por la selección de fútbol de Suecia para la Copa Mundial de Fútbol de 2006 pero no disputó ni un solo minuto.
En la temporada 2006-2007 fue relegado al banquillo por su compañero Klaas-Jan Huntelaar siendo Henk ten Cate el entrenador.

### Werder Bremen
En enero de 2007 se marchó al Werder Bremen, equipo de la Bundesliga. Hizo su debut tan solo dos días después de su fichaje contra el Hannover 96.

### Racing de Santander
En agosto de 2010 se marchó cedido al Racing de Santander, equipo que jugaba en la Primera División de España. Fue un jugador importante para el equipo cántabro a la hora de lograr el objetivo de la permanencia ya que fue el máximo goleador de su equipo con 9 tantos.

### Werder Bremen
Al finalizar la temporada de forma satisfactoria en España, el equipo alemán le acogió para la nueva temporada y en la primera jornada de la liga sorprendió diciendo que desde chiquitito era del FC Kaiserslautern. Tras finalizar contrato con el equipo alemán, el punta internacional sueco se marcha como agente libre tras cinco años en esa entidad.

### West Bromwich Albion
Luego de quedar como agente libre, Rosenberg se unió al West Bromwich Albion de la Premier League inglesa el 7 de agosto de 2012 por una cantidad aproximada de 2,6 millones de libras.

### Regreso al Malmö FF
En febrero de 2014, Rosenberg firmó por tres años por su primer club, el Malmö FF.
Al finalizar la temporada 2019 se retiró como futbolista profesional, jugando su último partido el 12 de diciembre ante el F. C. Copenhague en la última jornada de la fase de grupos de la Liga Europa de la UEFA.

## Selección nacional
Ha sido internacional con la selección sub-21 sueca y con la selección nacional absoluta ha vestido la camiseta en un total de 33 partidos marcando 6 goles. Estuvo presente en la Copa Mundial de Fútbol de 2006 pero no jugó ni un minuto.

## Clubes
| Club                                   | País         | Año       |
| -------------------------------------- | ------------ | --------- |
| Malmö FF                               | Suecia       | 2001-2005 |
| Halmstads BK (cedido)                  | Suecia       | 2004      |
| Ajax de Ámsterdam                      | Países Bajos | 2005-2007 |
| Werder Bremen                          | Alemania     | 2007-2012 |
| Real Racing Club de Santander (cedido) | España       | 2010-2011 |
| West Bromwich Albion F. C.             | Inglaterra   | 2012-2014 |
| Malmö FF                               | Suecia       | 2014-2019 |

## Palmarés

### Títulos nacionales
| Título                        | Club          | País         | Año  |
| ----------------------------- | ------------- | ------------ | ---- |
| Supercopa de los Países Bajos | A. F. C. Ajax | Países Bajos | 2005 |
| Copa de los Países Bajos      | A. F. C. Ajax | Países Bajos | 2006 |
| Supercopa de los Países Bajos | A. F. C. Ajax | Países Bajos | 2006 |
| Copa de Alemania              | Werder Bremen | Alemania     | 2009 |
| Allsvenskan                   | Malmö FF      | Suecia       | 2014 |
| Supercopa de Suecia           | Malmö FF      | Suecia       | 2014 |
| Allsvenskan                   | Malmö FF      | Suecia       | 2016 |
| Allsvenskan                   | Malmö FF      | Suecia       | 2017 |